# Большая Субботиха
 Большая Субботиха — деревня в Кировской области. Входит в состав муниципального образования «Город Киров»

## География
Расположена на расстоянии примерно 4 км по прямой на юго-восток от старого автомобильного моста через Вятку в Кирове на правобережье Вятки у макарьевской старицы.

## История
Известна с 1678 года как мельница большая за рекою Вяткою на речке Никуличанке с 2 дворами, в 1764 30 жителей, в 1802 44 двора. В 1873 году здесь (деревня Суботинская большая мельница) дворов 9 и жителей 83, в 1905 (деревня при большой Суботинской мельнице или Большая Субботиха) 24 и 136, в 1926 (Большая Субботиха) 34 и 163, в 1950 49 и 194, в 1989 117 жителей. Административно подчиняется Первомайскому району города Киров.

## Население
Постоянное население составляло 672 человека (русские 95%) в 2002 году, 680 в 2010.